# Gavin Crawford
Gavin Crawford (ur. 1867 w Kilmarnock; zm. marzec 1955) – szkocki piłkarz.

## Kariera
Crawford karierę rozpoczynał w zespołach juniorskich. W 1890 roku przeszedł z Fairfield Rangers do Sheffield United. Po jednym sezonie spędzonym w tym klubie, Crawford podpisał kontrakt z Woolwich Arsenal. Stał się pierwszym zawodowym graczem tego klubu. Szybko stał się podstawowym graczem Arsenalu. W 1893 roku jego klub dołączył do Football League. W lidze Crawford zadebiutował 11 września w meczu z Walsall Town Swifts. W meczu tym zdobył również bramkę.
Crawford rozpoczynał karierę jako prawoskrzydłowy, jednak następnie przesunął się w środek pola. W 1896 roku po śmierci Joego Powella został kapitanem Arsenalu. Kontuzja spowodowała jednak, że w sezonie 1897/1898 stracił miejsce w zespole. Łącznie dla Arsenalu zagrał 138 razy i strzelił 18 bramek. W czasach przed ligą rozegrał również 83 mecze.
Crawford wraz z Billem Julianem i Jackiem McBeanem był jednym z najdłużej grających graczy Arsenalu w czasach pierwszych lat zawodowstwa klubu.
Po stracie miejsca w Arsenalu, w 1898 roku przeszedł do Millwall. Następnie grał również w Queens Park Rangers. Po zakończeniu kariery piłkarskiej Crawford był opiekunem stadionu Charltonu Athletic do końca lat 40.